# Hyundai Terracan

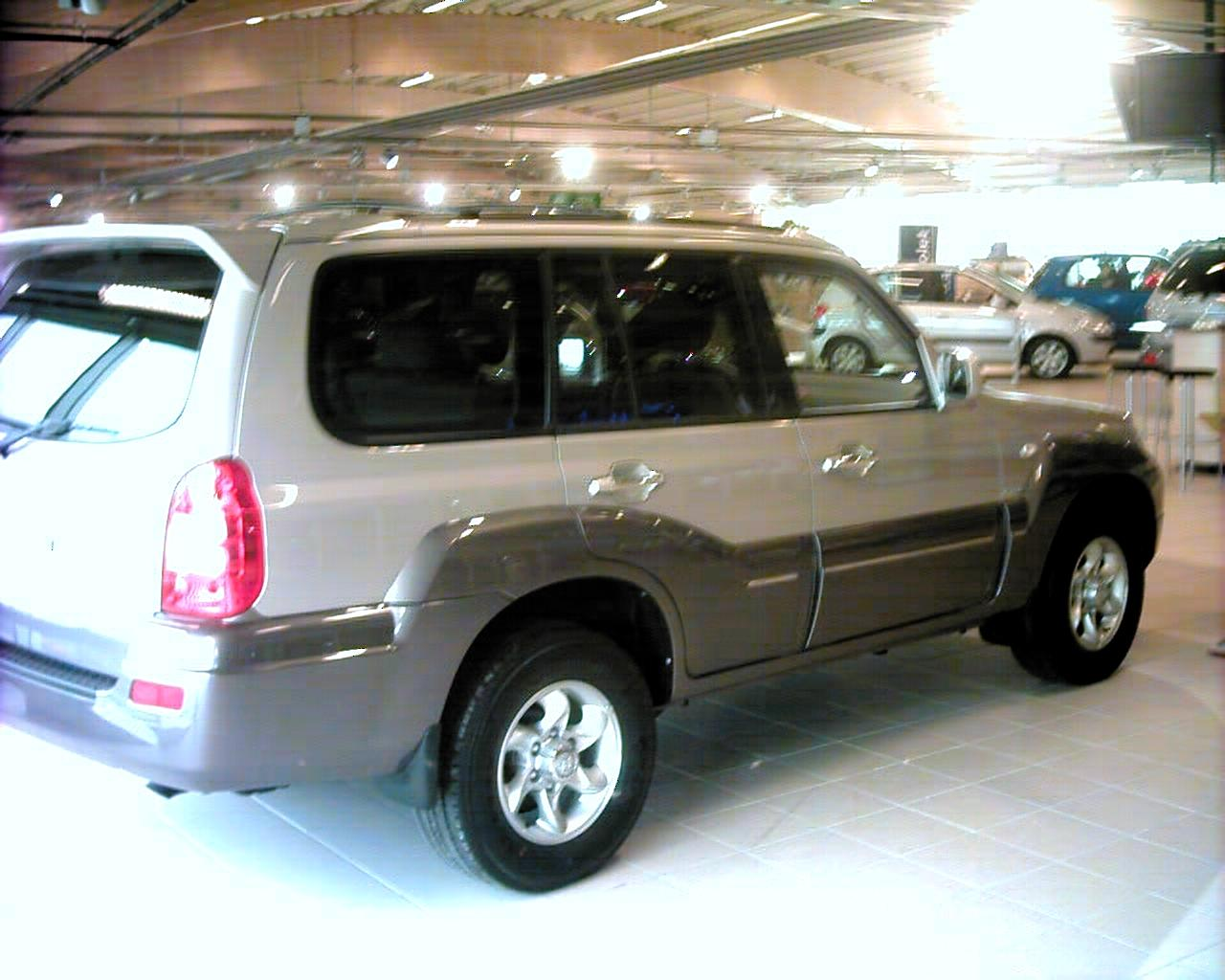

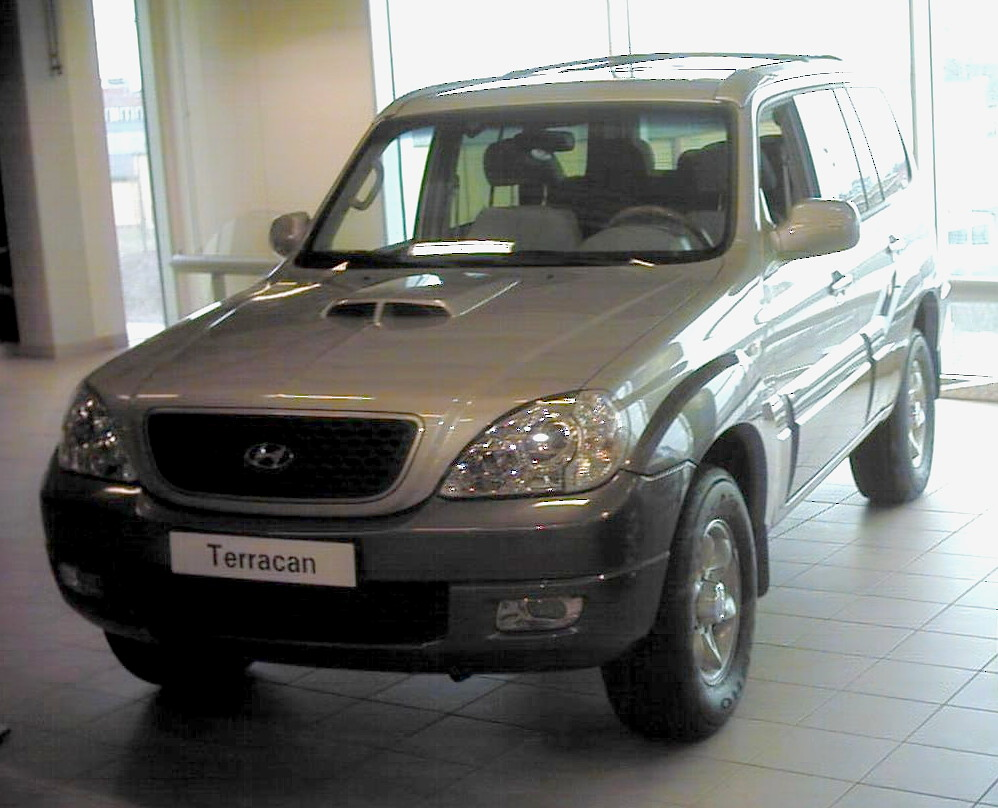

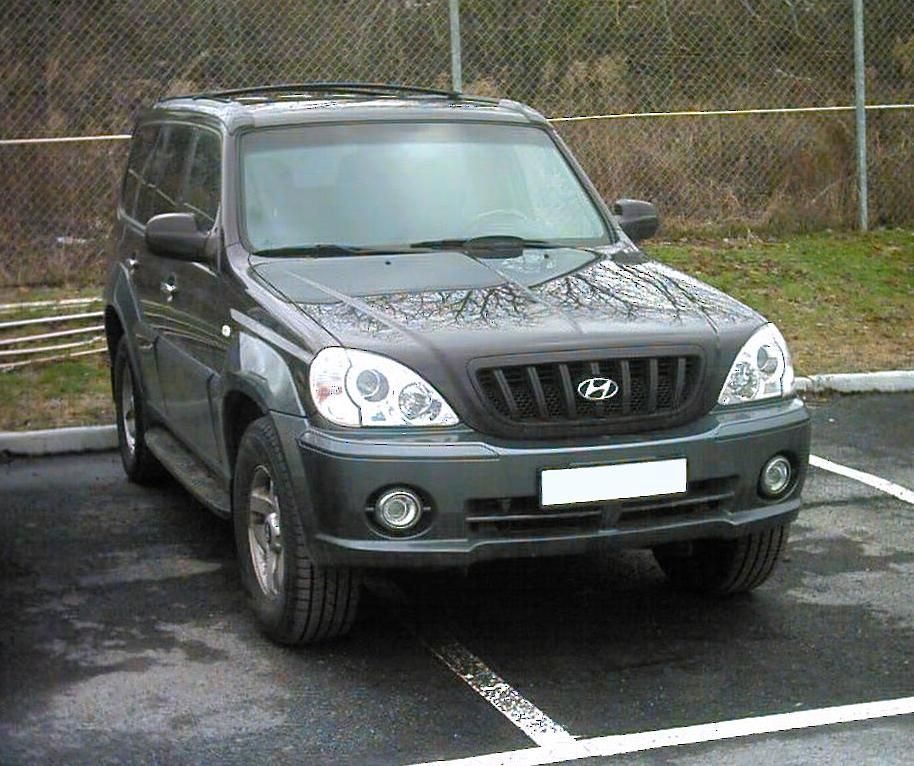

Hyundai Terracan är en SUV som tillverkats av Hyundai Motor Company sedan 2002. Modellen såldes i Sverige mellan åren 2002-2005, då den ersattes av Hyundai Santa Fe, men nådde inga större försäljningsframgångar. 2004 gick modellen igenom en lättare ansiktslyftning som förändrade grillen och instrumenttavlorna. I samband med ansiktslyftningen fick den en starkare motor och trepunksbälte även på mittplatsen i baksätet. Hyundai Terracan väger nästan 2,2 ton och driver mestadels på bakhjulen, medan framhjulen kan kopplas in automatiskt eller manuellt om det behövs. Automatlåda var standard men manuell fanns att få. Modellen var även utrustad med lågväxel. Hyundai Terracan kan ses som en efterträdare till Hyundai Galloper.